# Alain Casanova
Alain Casanova (* 18. September 1961 in Clermont-Ferrand) ist ein ehemaliger französischer Fußballtorhüter und -trainer.

## Karriere
Geboren in Clermont-Ferrand, lernte Casanova das Fußballspielen beim FC Cournon, danach spielte er noch für INF Vichy, Le Havre AC, Olympique de Marseille und Toulouse FC. In Marseille machte er kein Profispiel, war aber Teil des Kaders, der 1991 das Europacup-Finale gegen Roter Stern Belgrad in Bari verlor.
Am 30. Mai 2008 wurde er zum Trainer bei seinem ehemaligen Verein Toulouse ernannt. Am 13. Juni 2016 wurde er Trainer von RC Lens, bei dem er am 20. August 2017 entlassen wurde. Am 22. Juni 2018 kehrte Casanova zu Toulouse zurück, wo er am 10. Oktober 2019 entlassen wurde.
Am 3. Februar 2022 kehrte er ins Trainergeschäft zurück und wechselte das erste Mal als Trainer ins Ausland zum FC Lausanne-Sport, konnte jedoch den Abstieg nicht verhindern. Im Sommer 2022 wurde der Vertrag bereits wieder aufgelöst.